# Alsterbro landskommun
Alsterbro landskommun var en tidigare kommun i Kalmar län med Alsterbro som centralort.

## Administrativ historik
Kommunen bildades som så kallad storkommun vid kommunreformen 1952 genom sammanläggning av Bäckebo landskommun och Kråksmåla landskommun.
Den 1 januari 1953 överfördes från Alsterbro landskommun och Kråksmåla församling till Fagerhults landskommun och Fagerhults församling ett område med 240 invånare och omfattande en areal av 13,45 km², varav 12,31 km² land.
Alsterbro landskommun upphörde vid utgången av år 1968 då dess område införlivades med dåvarande Nybro stad, från 1971 Nybro kommun.
Kommunkoden var 0825.

### Kyrklig tillhörighet
I kyrkligt hänseende tillhörde landskommunen församlingarna Bäckebo och Kråksmåla.

## Befolkningsutveckling
| Befolkningsutvecklingen i Alsterbro landskommun 1951–1967                                        | Befolkningsutvecklingen i Alsterbro landskommun 1951–1967 | Befolkningsutvecklingen i Alsterbro landskommun 1951–1967 | Befolkningsutvecklingen i Alsterbro landskommun 1951–1967 | Befolkningsutvecklingen i Alsterbro landskommun 1951–1967 |
| ------------------------------------------------------------------------------------------------ | --------------------------------------------------------- | --------------------------------------------------------- | --------------------------------------------------------- | --------------------------------------------------------- |
|                                                                                                  |                                                           |                                                           |                                                           |                                                           |
| År                                                                                               |                                                           |                                                           | Folkmängd                                                 |                                                           |
| 1951                                                                                             | 1951                                                      |                                                           | 3 439                                                     |                                                           |
| 1955                                                                                             | 1955                                                      |                                                           | 3 085                                                     |                                                           |
| 1960                                                                                             | 1960                                                      |                                                           | 2 839                                                     |                                                           |
| 1965                                                                                             | 1965                                                      |                                                           | 2 604                                                     |                                                           |
| 1967                                                                                             | 1967                                                      |                                                           | 2 508                                                     |                                                           |
| Anm: Befolkning den 31 december enligt den administrativa indelningen den 1 januari följande år. |                                                           |                                                           |                                                           |                                                           |

## Geografi
Alsterbro landskommun omfattade den 1 januari 1952 en areal av 423,50 km², varav 404,98 km² land.

### Tätorter i kommunen 1960
| Tätort    | Folkmängd |
| --------- | --------- |
| Alsterbro | 641       |
| Bäckebo   | 232       |

Tätortsgraden i kommunen var den 1 november 1960 30,7 procent.

## Politik
Kommunfullmäktiges förste ordförande var riksdagsmannen Arvid Jonsson.

### Mandatfördelning i valen 1950-1966
| 17 | 11 | 3 | 4 |

| 35 |

| 16 | 10 | 2 | 7 |

| 35 |

| 16 | 11 |  | 7 |

| 34 |

|  | 17 | 11 |  | 5 |

| 34 |

|  | 16 | 12 |  | 5 |

| 33 |